# Natalja Nikolajewna Kustinskaja
Natalja Nikolajewna Kustinskaja (russisch Наталья Николаевна Кустинская; * 5. April 1938 in Moskau; † 13. Dezember 2012 ebenda) war eine russische Schauspielerin.

## Leben
Natalja Kustinskaja absolvierte die Musikschule beim Gnesin-Kolleg und studierte anschließend am Gerassimow-Institut für Kinematographie, der staatlichen Moskauer Filmhochschule, das sie 1961 abschloss. Ihr Kinodebüt gab sie 1959 in der Alexei -Tolstoi-Verfilmung Trüber Morgen. Insgesamt spielte sie in 20 Kino- und Fernsehfilmen mit, die bekanntesten sind die Komödien Iwan Wassiljewitsch wechselt den Beruf und Drei plus zwei. Von 1973 bis 1983 spielte sie in der Fernsehserie Вечный зов (Der ewige Ruf). Natalja Kustina war auch als Synchronsprecherin tätig, u. a. war sie in den russischen Synchronisationen die Stimme von Brigitte Bardot in Das große Manöver und von Nadja Tiller in Das Mädchen Rosemarie. 
Natalja Kustinskaja spielte am Staatlichen Theater der Kinoschauspieler (Государственный театр киноактёра) in Moskau.

## Privates
Natalja Kustinskaja war sechsmal verheiratet, u. a. von 1970 bis 1989 mit dem Arzt und Kosmonauten Boris Jegorow. Aus der Ehe mit dem Diplomaten Oleg Wolkow hatte sie einen Sohn, den Boris Jegorow adoptierte und der ebenfalls Schauspieler wurde. Nachdem ihr Sohn unter nicht endgültig geklärten Umständen 2002 im Alter von 32 Jahren gestorben war, wurde Natalja Kustinskaja zunehmend depressiv. Im Dezember 2012 erkrankte sie an einer Lungenentzündung mit nachfolgendem Schlaganfall. woran sie verstarb.
Sie ist neben ihrem Sohn auf dem Kunzewoer Friedhof in Moskau begraben. 

## Filmografie
- 1959: Trüber Morgen
- 1960: Stärker als der Orkan
- 1960: Mädchenjahre
- 1962: Nach der Hochzeit
- 1962: Entlassung am Ufer
- 1963: Drei plus zwei
- 1965: Der schlafende Löwe
- 1966: Königsregatta
- 1971: Frühlingsmärchen
- 1971: Die wandernde Front
- 1973: Iwan Wassiljewitsch wechselt den Beruf
- 1973–1983: Der ewige Ruf
- 1975: Unfall
- 1976: Der Praktikant
- 1978: Ein durchschlagender Mensch
- 1980: Mein Vater, der Idealist
- 1981: Fahrer für eine Fahrt
- 1989: Swetik